# Jack Tripper
Jack Tripper è un personaggio immaginario comparso per la prima volta nella celebre sitcom Tre cuori in affitto, andata in onda in Italia a partire dal 1984. Il ruolo di Jack è stato interpretato dall'attore John Ritter.

## Introduzione e vita privata
Jack Tripper è nato a San Diego e ha prestato servizio militare nella Marina degli Stati Uniti. Ha un fratello maggiore di nome Lee, nei confronti del quale nutre quasi un sentimento di inferiorità. Il padre di Jack e Lee, Jack Tripper Sr. (interpretato dal comico Dick Shawn) è apparso nell'episodio Tale padre, tale figlio, mentre la madre è stata interpretata dall'attrice Georgann Johnson.
Jack ha frequentato un college di arte culinaria e, dopo il completamento degli studi, ha trovato lavoro come chef presso un rinomato ristorante di proprietà di Frank Angelino (Jordan Charney). In seguito riuscirà a coronare un grande sogno, ovvero aprire un proprio ristorante, il Jack's Bistro. Inizialmente Jack soggiornava presso la YMCA (Young Men's Christian Association) ed era in cerca di un appartamento in cui vivere.
Nella prima puntata viene scoperto mentre dorme nella vasca da bagno di Janet Wood (Joyce DeWitt) e Chrissy Snow (Suzanne Somers), dopo essersi imbucato, la sera prima, ad una festa tenuta dalle due ragazze nell'appartamento di Santa Monica in cui abitano. Jack viene accettato da Janet e Chrissy come nuovo coinquilino al posto della loro amica Eleanor, che si era trasferita, affinché in tre la ripartizione dell'affitto risulti più vantaggiosa, ma anche perché Jack si dimostra fin da subito simpatico, cordiale ed anche carino.
Il padrone di casa, Stanley Roper, mai avrebbe accettato che due ragazze condividessero l'appartamento con un maschio, se non fosse stato per Janet, che gli fece credere che Jack fosse omosessuale. All'interno della sitcom si creano diverse situazioni comiche che ruotano attorno all'orientamento sessuale di Jack, il quale deve fingersi gay con i proprietari dell'appartamento.

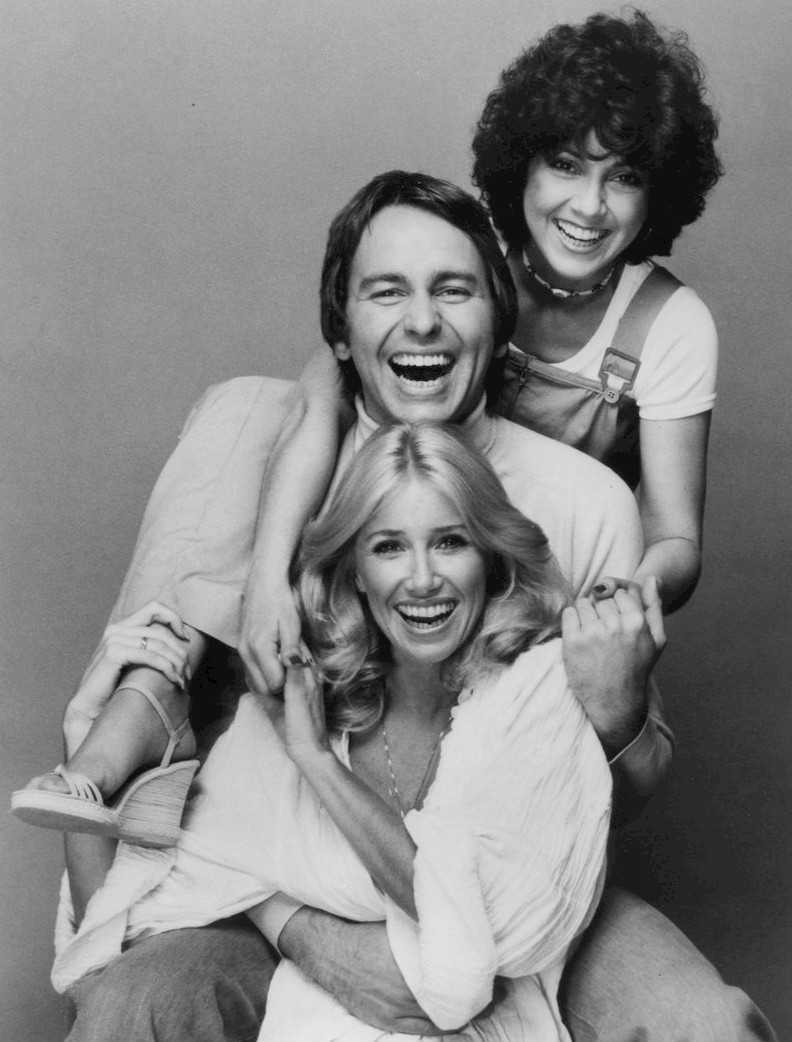
Locandina in bianco e nero con Jack Tripper insieme alle coinquiline Janet (in alto) e Chrissy (in basso).

## Personalità
Jack Tripper è un tipico personaggio della commedia slapstick, è parecchio goffo ed è incline a cacciarsi nei guai. È anche molto abile nell'usare il corpo e le proprie espressioni per generare situazioni divertenti. Sebbene durante il servizio militare in Marina abbia fatto il pugile, Jack non è affatto coraggioso, anche se, in realtà, si dimostra sempre protettivo e disponibile nei confronti delle ragazze. Nonostante spesso tenti di atteggiarsi come uno sbruffone, non può nascondere la sua vera natura di bravo ragazzo all'antica. Jack è inoltre sempre pronto a flirtare con le ragazze, ma con scarsi risultati.
Oltre ad essere particolarmente affezionato alle sue due coinquiline Jack è molto amico anche di Larry Dallas (Richard Kline), l'inquilino che abita nell'appartamento sopra quello dei tre ragazzi. Larry interpreta il ruolo di uno spudorato playboy, ma nonostante questo si dimostra un amico fedele. Jack, malgrado alcune periodiche scaramucce, stringe amicizia anche con Ralph Furley (Don Knotts), l'amministratore del condominio (a partire dalla quarta stagione).

## DopoTre cuori in affitto
Alla fine dell'ultima stagione Jack è deciso a sposare Vicky Bradford, un'assistente di volo conosciuta durante un viaggio in aereo. Vicky però, sebbene sia innamorata di Jack, non è sicura di volersi subito sposare e gli propone di andare a vivere insieme. Nonostante inizialmente sia titubante all'idea di andare a convivere, Jack tuttavia accetta la proposta di Vicky. A questo punto inizia lo spin-off Tre per tre, con Vicky e Jack che abitano in un appartamento sopra al bistrot e con il padre di Vicky che ha acquistato il ristorante dal signor Angelino.

## Curiosità
Jack ha una camera da letto propria, mentre le due ragazze ne condividono un'altra. Nella sua stanza ha un poster dei Beatles.
È l'unico personaggio ad essere apparso in tutti gli episodi della sitcom.
Jack e i suoi amici si recano spesso al pub della zona, l'Arcobaleno (Royal Beagle in originale).